# Bjerglærke
Bjerglærken (Eremophila alpestris) er en 16 centimeter stor spurvefugl fra lærkefamilien, der er udbredt i Amerika, Nordafrika og Eurasien. Arten yngler ikke i Danmark, men en del fugle overvintrer her – specielt i kystnære egne i Vestjylland og Nordjylland. Her optræder den ofte i småflokke. På jorden bevæger den sig almindeligvis langsomt rundt i kort græs eller grus og kan derfor være svær at få øje på. Også på ynglepladsen, i f.eks. det nordlige Skandinavien, falder den godt ind i terrænet.

## Ynglepladser
Som 1-årig begynder bjerglærken at yngle første gang. Reden ligger typisk i en græstue på jorden, hvori der lægges 4 æg første gang i begyndelsen af juni og anden gang i begyndelsen af juli måned med en udrugningstid på 11 dage. Ungerne er flyvefærdige, når de er 15 dage gamle, men forlader allerede reden efter 8-10 dage. Bjerglærken er meget territorial og forsvarer gerne sit område mod andre artsfæller.

## Føde
Føden består af frø og dertil insekter i ynglesæsonen.

## Galleri
- Eremophila alpestris flava
- Bjerglærke i Ystad 2009.